# 格茨·德雷格
格茨·德雷格（德語：Götz Draeger，1944年7月31日—），德国男子赛艇运动员。他曾代表东德参加世界赛艇锦标赛，其中1974年世锦赛获得男子四人双桨，1970年世锦赛则获得男子单人双桨银牌。